# Comisión Internacional de Límites y Aguas

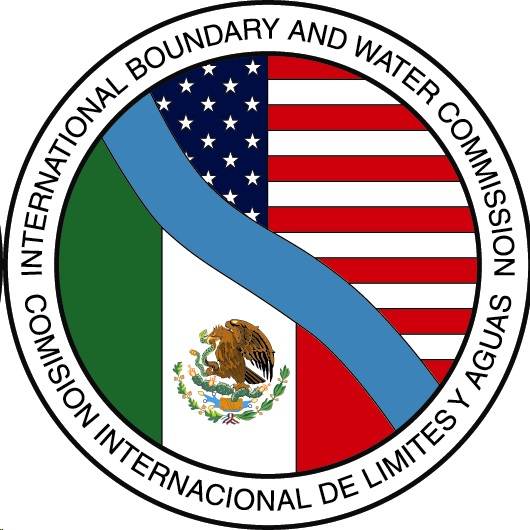
Logotipo utilizado por ambas secciones de la Comisión Internacional de Límites y Aguas

La Comisión Internacional de Límites y Aguas o CILA (en inglés International Boundary and Water Commission) es un organismo internacional creado en 1889 por Estados Unidos y México, esto, con el fin de aplicar los tratados internacionales sobre límites y aguas entre estas dos naciones.
El organismo en un principio fue creado como la Comisión Internacional de Límites por la convención de 1889, bajo estos acuerdos la CILA se constituía por dos capítulos: la sección estadounidense y la sección mexicana, estas, con sede en las ciudades fronterizas de El Paso (Texas) y Ciudad Juárez, Chihuahua. La sección estadounidense es administrada por el Departamento de Estado de los Estados Unidos; la sección mexicana la administra la Secretaria de Relaciones Exteriores. Entre los derechos y obligaciones que maneja la CILA se encuentran:
- la distribución entre los dos Países de las aguas del Río Bravo y el Río Colorado;
- la regulación y conservación de las aguas del Río Bravo para su uso por los dos Países, por la construcción conjunta, operación y mantenimiento de las presas internacionales de almacenamiento, embalse y centrales hidroeléctricas;
- protección contra inundaciones de las tierras binacionales por diques y proyectos de cauce;
- solución al saneamiento ambiental fronterizo y otros problemas de calidad del agua en la región;
- preservación de los ríos Bravo y Colorado como frontera común internacional;
- demarcación de la frontera terrestre.